# 2007년 AFC 풋살 선수권 대회
2007년 AFC 풋살 선수권 대회는 2007년 5월 13일부터 5월 19일까지 일본의 오사카와 아마가사키에서 열린 9번쩨 AFC 풋살 선수권 대회이다.